# Tiger in a Spotlight/So Far to Fall
Tiger in a Spotlight/So Far to Fall è il dodicesimo singolo della progressive rock-band inglese Emerson, Lake & Palmer, il decimo su ambo i lati, pubblicato nel 1977 dalla Ariola (catalogo 776 11 AT) ed estratto dall'album Works Volume 2, sempre dello stesso anno.

## I brani
Entrambi i brani sono editi dalla Palm Beach International Recordings Ltd.
Le musiche sono composte da Keith Emerson e Greg Lake, mentre i testi sono scritti da Carl Palmer e Peter Sinfield. 

## Tracce

### Lato A
1. Tiger in a Spotlight – 4:36

### Lato B
1. So Far to Fall – 4:57

## Formazione
- Keith Emerson - tastiere
- Greg Lake - basso, chitarre, voce
- Carl Palmer - batteria